# Sakishima jezici
Sakishima jezici,  jedna od dviju glavnih podskupina rjukjuanskih jezika koji se govore na otocima RyuKyu u Japanu. Obuhvaća 3 jezika, to su, viz.: miyako [mvi] 67.653 (2000) etničkih na otocima Miyako, Ogami, Ikema, Kurima, Irabu, Tarama i Minna; yaeyama, 47.636 (2000 WCD) etničkih, na otocima Ishigaki, Iriomote, Hatoma, Kohama, Taketomi, Kuroshima, Hateruma i Aregusuku; yonaguni, 800 (2004), na otoku Yonaguni.
U upotrebi je i japanski [jpn].

## Vanjske poveznice
- Ethnologue (14th)
- Ethnologue (15th)